# Ludwig von Massow

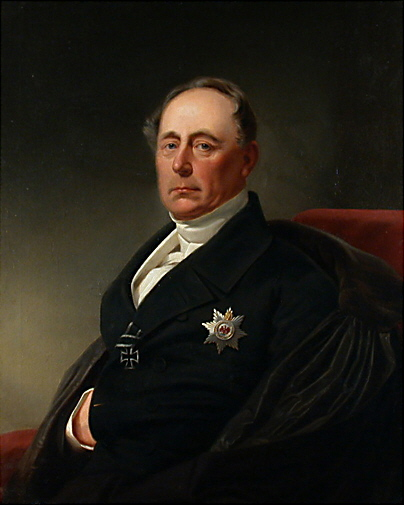
Ludwig von Massow (Porträt von Franz Krüger)

Ludwig von Massow (* 11. Juni 1794 in Berlin; † 2. September 1859 in Potsdam) war Gutsherr, preußischer Beamter sowie Funktionsträger am Königshof und zuletzt Minister des königlichen Hauses.

## Leben

### Herkunft
Ludwig von Massow entstammt dem Adelsgeschlecht von Massow. Sein Vater war Valentin von Massow (1752–1817), Obermarschall des Königreichs Preußen; seine Mutter Charlotte Auguste Joh. Luise (1766–1835), Tochter des preußischen Staatsministers Joachim Christian Graf von Blumenthal.
Massow war Gutsherr auf Groß Möllen, Loist, Steinhöfel und ab 1823 auch Besitzer des Gutes Demnitz.

### Werdegang
Im Jahr 1809 trat er in das 1. Garde-Regiment zu Fuß in Potsdam ein und wurde 1811 Offizier. Massow nahm als Soldat an den Befreiungskriegen teil. Im Jahr 1818 wurde er zum Hauptmann der Landwehr ernannt.
Ab 1820 war Massow Kammerherr am preußischen Hof. 1835 wurde er Hofmarschall des Kronprinzen, dem späteren Friedrich Wilhelm IV. Ab 1837 war Massow Intendant der königlichen Gärten und hatte ab 1840 zeitweise auch die Aufsicht über die königliche Schatulle. Ab 1843 war Massow Mitglied des Staatsrates. Während der Revolution von 1848/49 war er maßgebliches Mitglied der höfisch-konservativen Kamarilla, die den König im gegenrevolutionären Sinn zu beeinflussen suchte.
1850 wurde Massow Mitarbeiter des Hausministers Wilhelm zu Sayn-Wittgenstein-Hohenstein. Nach dessen Ausscheiden wurde ihm am 14. April 1851 „die Leitung des Ministerii des Königlichen Hauses interimistisch“ übertragen. Auch nach dem Tode von Anton Graf zu Stolberg-Wernigerode hatte er ab 12. Februar 1854 „die einstweilige Verwaltung des Ministeriums des Königlichen Hauses mit den Rechten eines Chefs desselben“ inne, ehe Massow von 1856 bis 1858 das Amt auch offiziell bekleidete. In dieser Zeit hatte er auch Sitz und Stimme im preußischen Staatsministerium. Außerdem war Massow auch Vorsitzender des Verwaltungsausschusses der königlichen Gärtneranstalt in Schöneberg und Potsdam sowie der königlichen Landesbaumschule in Potsdam.
Im Jahr 1847 war Massow Mitglied des Vereinigten Landtages. Dem Volkshaus des Erfurter Unionsparlaments gehörte er 1850 an und er war außerdem Mitglied des Provinziallandtags für die Provinz Brandenburg.

### Familie

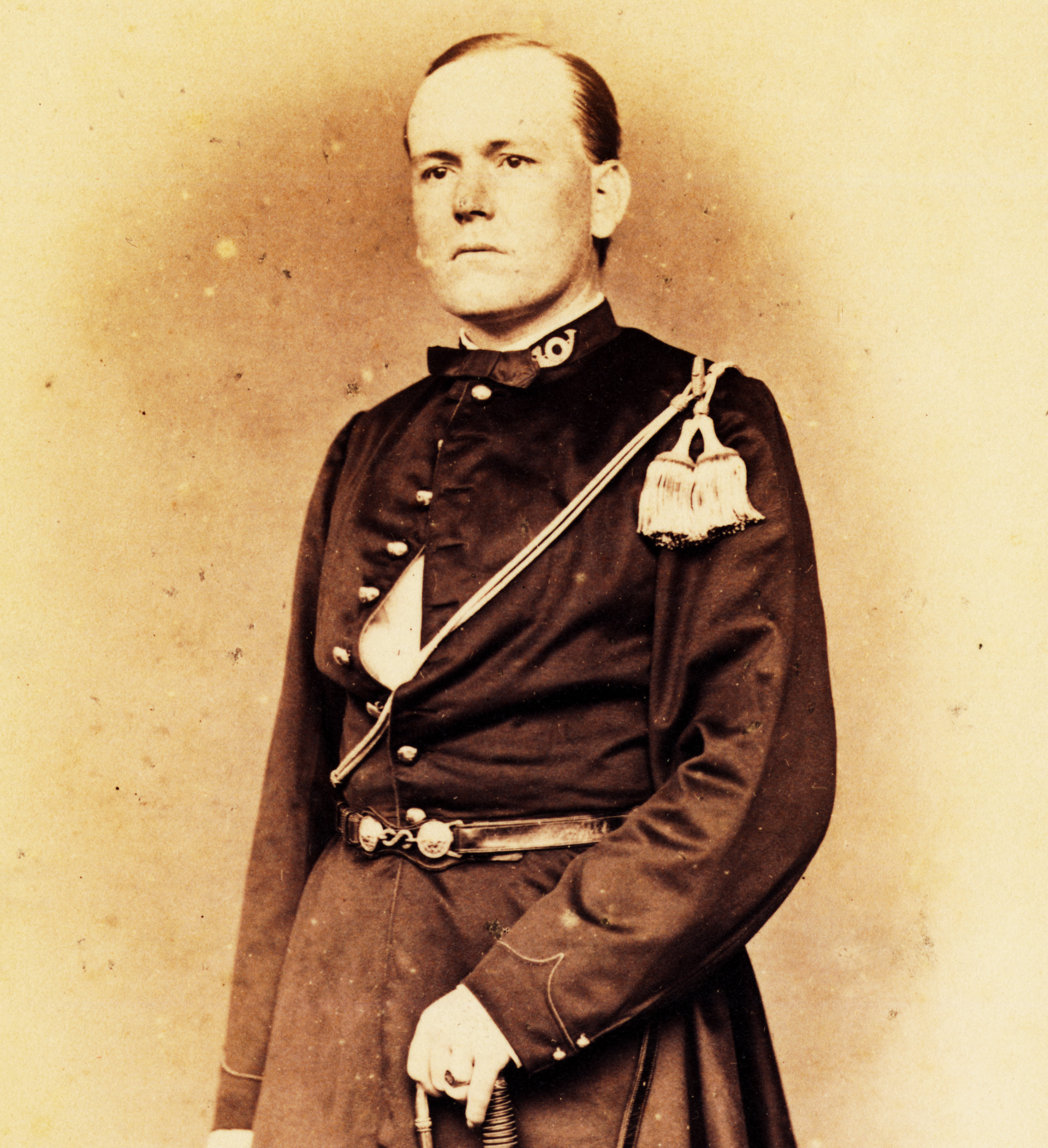
Wilhelm Ludwig Eduard Valentin von Massow (1834–1874)

Er heiratete 1823 Hermine (1796–1846), Tochter des Alexander von der Schulenburg-Emden und der Caroline von Alvensleben. Das Paar acht Kinder, darunter:
- Valentin (1825–1868), Oberstleutnant a. D. ⚭ Adelheid Marianne von der Asseburg, (* 7. Mai 1844)
- Emilie (1826–1904) ⚭ Friedrich Unico Freiherr von Ripperda-Cosyn
- Anton (1831–1921), preußischer General der Infanterie ⚭ 1860 Ida Sophie Luise Davide Melosine von Innhausen und Knyphausen (1828–1906)
- Konrad (1840–1910), Verwaltungsjurist und Sozialpolitiker ⚭ Freiin Thusnelda von Reden (1845–1908)
- Wilhelm Ludwig Eduard Valentin (1834–1874), gestorben an einer Verwundung im Gefecht bei Kampong Garouw

Nach dem Tod seiner ersten Frau heiratete er 1849 Auguste (1822–1904), Tochter des Karl Frhr. von Canitz (1787–1850), preußischer General und Außenminister, und der Auguste von Schmerfeld. Das Paar hatte zwei Töchter.
Die Witwe heiratete dann am 22. September 1868 den Oberregierungsrat Ferdinand Stiehl (1812–1878).